# 國務院 (聖座)
聖座國務院（拉丁語：Secretaria Status，原意為「國務秘書處」）是聖座的行政機構——羅馬教廷歷史最悠久的組成機構，創始於15世紀，負責外交事務，相當於世界各國的外交部。其首長為聖座國務卿。

## 歷史
教宗瑪爾定五世宣告成立一個宗座秘書處，設秘書數人管理外交文件和接待各國使節之事務。一開始人數並無規定，之後教宗嘉禮三世將人數訂為六人；之後在1487年12月31日，教宗諾森八世發布了宗座憲章《Non Debet Reprehensibile》將秘書人數增至二十四人，並在其中選擇一人任命為宮廷秘書（Secretarius Domesticus），專門管理重要文件和處理重大案件。
爾後教宗良十世又另行設立了一個職位「Secretarius Intimus」，任命一位樞機擔當，專門管理教宗國內事務以及外部信件，與宗座大使在一段時間內往往是教宗的親信（如姪子外甥），授予樞機職後接任此職。到了宗教改革時代，受到此風影響，教宗諾森十二世於1692年6月22日正式廢除「Secretarius Intimus」。由於在此之前教宗諾森十世在1678年對宗座秘書處進行過改組，因此該職位被廢除後期職責就正式移交給了聖座國務院。
1814年7月19日，教宗庇護七世成立了非常教務部（Sacred Congregation for the Extraordinary Ecclesiastical Affairs）專門管理非常教務。爾後教宗庇護十世將國務院分為三個部分，非常教務部就形成其中的第一個部分，另外兩個部門分別是普通教務部和文書處。1967年聖座組織法修改，非常教務部改組到國務院之外成為教會公共事務委員會。
1988年6月28日，教宗若望保祿二世頒布宗座憲令《善牧》，改革了聖座的組織規劃。1989年3月1日實施後，國務院的組織結構形成一般事務及對外事務兩個部門至今。

## 組織結構
教宗若望保祿二世發布《善牧》憲章改革聖座組織後，國務院被設立為下分兩個部門：一般事務處和各國關係部門。

### 首長
聖座國務院的首長為聖座國務卿負責管理聖座對外的外交關係及國內事務，是教宗的首席副手，他某些時候也是教宗的代表。此外也有一位副國務卿及一位秘書長分別協助管理兩個部門。

### 一般事務處
一般事務處的主管職稱為副國務卿。現任副國務卿為埃德加·佩納-帕拉，處長為類斯·羅勃·科納。
一般事務處負責處理聖座的一般事務，包括籌措羅馬教廷所舉辦的活動、發布官方通告、管理教宗的文件、和外國駐聖座大使館接洽，並管理密函和教宗的漁人權戒，管理官方媒體《羅馬觀察報》、梵蒂岡廣播電台、梵蒂岡電視中心（Centro Televisivo Vaticano），統計數據等業務。

### 各國關係部門
各國關係部門會由一位秘書長擔任主管，由於各國關係部門的職責為和各國政府往來，因此秘書長也常被視為聖座的外交部長。現任秘書長為保祿·利則·加拉格爾，副秘書長（雙邊外交事務）為米羅斯瓦夫·達尼老·瓦霍夫斯基，副秘書長（多邊關係事務）為芳濟加·迪喬瓦尼女士。
該部門職責大多是外交事務，如和各國建立邦交關係、在各國際組織（如聯合國）派任觀察員等。